# Domagoj Rogulj
Domagoj Rogulj, hrvatski pjesnik iz Splita. Godine 2019. objavio je svoju prvu zbirku pjesama Palma na sjevernoj polarnici.